# Mahama Johnson Traoré
Mahama Johnson Traoré (Dakar, 1º gennaio 1942 – Parigi, 8 marzo 2010) è stato un regista senegalese.

## Biografia
Tra i principali esponenti della "seconda generazione" di cineasti africani (assieme a Ousmane Sembène), è ricordato per la produzione, tra la fine degli anni sessanta e l'inizio degli ottanta, di pellicole a sfondo sociale e politico, girate in lingua wolof.
Fa il suo esordio nel 1969 con Diankha-bi, film che, come il successivo Diègue-Bi, documenta la drammatica situazione delle donne africane: "bell'esempio (...) di un'estetica della povertà che trasforma la scarsità di mezzi in scelta di linguaggio e dove il regista (...) accompagna i personaggi in un itinerario attraverso le contraddizioni di Dakar".
Membro fondatore del Festival Panafricain du Cinéma de Ouagadougou (FESPACO), principale festival cinematografico del continente, è stato insignito dell'ordine di Chevalier de l'Ordre des arts, des lettres et de la communication del Burkina Faso per il suo contributo alla cultura del paese.
Morto dopo una lunga malattia, stava lavorando ad una nuova opera, Nder ou les flammes de l'honneur.

## Filmografia
- Diankha-Bi (1969)
- L'Enfer des innocents (1969)
- Diègue-Bi (1970)
- L'Étudiant africain face aux mutations (1971)
- L'Exode rural (1971)
- Lambaye (1972)
- Reou-taax (1972) - mediometraggio
- Garga M'Bossé (1974)
- Njangaan (1975)
- Sarax si (1980)
- La Médecine traditionnelle (1982)